# Вукосава Милојевић
Вукосава Милојевић (Шабац, 9. новембар 1898 — Умка код Београда, новембар 1985), била је професор француског језика, доктор наука, књижевни критичар и публициста.

## Биографија
Рођена је у учитељској породици од оца Живојина и мајке Неранџе. Старији брат јој је био академик, географ Боривоје Ж. Милојевић (1885-1967), док је сестра Драга Милојевић (1888-1932) била глумица. Завршила је основну школу, први разред у Нишу, други у Великом Борку, а трећи и четврти у Београду (1909). После тога је у Београду завршила пет разреда гимназије (1914). Отпутовала је 1917. године у Француску где је у Ници завршила осми разред Српске гимназије исте године. Уписала је 1918. године у Паризу студије медицине, као и студије француске књижевности на Сорбони. У Србију се вратила 1919. године и наставила да студира француски језик на филолошком одсеку Универзитета у Београду. Упоредо са тим радила је као хонорарни наставник француског језика у Јагодини (1919/20) и Петровцу на Млави (1920-1922). Потом је радила као суплент у гимназијама у Пожаревцу (1923/24) и Лозници (1924). Усавршавала се у Паризу 1926-1928, где је одбранила докторску дисертацију 1934. године.
Предавала је као професор у Првој женској гимназији (1926-1933), Првој мушкој гимназији (1934), Шестој мушкој гимназији (1935-1937), Седмој мушкој гимназији (1938-1941), Шестој женској гимназији (1941-1945) и поново у Седмој мушкој гимназији (1945-1948), када је пензионисана.

## Дела
Писала је чланке и студије о српским књижевницима и књижевним критичарима у листовима „Весник Српске православен цркве” (1932) и „Хришћанска мисао” (1938-1939). Написала је прву научну монографију о Јовану Скерлићу. Њена значајнија дела - књиге су:
- La Théorie des Passions du P. Senaullt et La Morale Chrétienne en France du XVIIe Siècle (Париз, 1934), докторска дисертација  138312716
- Јован Скерлић (Београд, 1937)  41063431
- Лаза К. Лазаревић (Умка, 1985)  25119751